# Filosofia da Caixa Preta
"Filosofia da Caixa Preta - Ensaios para uma futura filosofia da fotografia" é uma obra do filósofo Vilém Flusser, escrita em 1983, na qual o autor busca formular uma teoria filosófica que explique a fotografia. A obra é dividida em nove capítulos intitulados "A imagem", "A imagem técnica", "O aparelho", "O gesto de fotografar", "A fotografia", "A distribuição da fotografia", "A recepção da fotografia", "O universo fotográfico" e "A necessidade de uma filosofia da fotografia".

Flusser não se limita à fotografia mas recorre a ela para explicar relações fundamentais entre humanos e entre humanos e aparelhos na Pós-História. Ele parte da hipótese segundo a qual a invenção das imagens técnicas inaugurou um novo modo de ser (Pós-História) assim como a invenção da escrita inaugura a História:
"(...) seria possível observar duas revoluções fundamentais na estrutura da cultura, tal como se apresenta, de sua origem até hoje. A primeira ocorreu aproximadamente em meados do segundo milênio a.C., pode ser captada sob o rótulo "invenção da escrita linear" e inaugura a História propriamente dita; a segunda, que ocorre atualmente, pode ser captada sob o rótulo "invenção das imagens técnicas" e inaugura um modo de ser ainda dificilmente definível".

## Conteúdo da Obra

### Glossário para uma futura filosofia da fotografia
No início do livro há um pequeno glossário que resume uma série de conceitos desenvolvidos durante o livro.
- Aparelho: brinquedo que simula um tipo de pensamento.
- Aparelho fotográfico: brinquedo que traduz pensamento conceitual em fotografias.
- Autômato: aparelho que obedece a programa que se desenvolve ao acaso.
- Brinquedo: objeto para jogar.
- Código: sistema de signos ordenado por regras.
- Conceito: elemento constitutivo de texto.
- Conceituação: capacidade para compor e decifrar textos.
- Consciência histórica: consciência da linearidade (por exemplo, a causalidade).
- Decifrar: revelar o significado convencionado de símbolos.
- Entropia: tendência a situações cada vez mais prováveis.
- Fotografia: imagem tipo-folheto produzida e distribuída por aparelho.
- Fotógrafo: pessoa que procura inserir na imagem informações imprevistas pelo aparelho fotográfico.
- Funcionário: pessoa que brinca com aparelho e age em função dele.
- História: tradução linearmente progressiva de ideias em conceitos, ou de imagens em textos.
- Idéia: elemento constitutivo da imagem.
- Idolatria: incapacidade de decifrar os significados da ideia, não obstante a capacidade de lê-la, portanto, adoração da imagem.
- Imagem: superfície significativa na qual as ideias se inter-relacionam magicamente.
- Imagem técnica: imagem produzida por aparelho.
- Imaginação: capacidade para compor e decifrar imagens.
- Informação: situação pouco-provável.
- Informar: produzir situações pouco-prováveis e imprimi-las em objetos.
- Instrumento: simulação de um órgão do corpo humano que serve ao trabalho.
- Jogo: atividade que tem fim em si mesma.
- Magia: existência no espaço-tempo do eterno retorno.
- Máquina: instrumento no qual a simulação passou pelo crivo da teoria.
- Memória: celeiro de informações.
- Objeto: algo contra o qual esbarramos.
- Objeto cultural: objeto portador de informação impressa pelo homem.
- Pós-história: processo circular que retraduz textos em imagens.
- Pré-história: domínio de ideias, ausência de conceitos; ou domínio de imagens, ausência de textos.
- Produção: atividade que transporta objeto da natureza para a cultura.
- Programa: jogo de combinação com elementos claros e distintos.
- Realidade: tudo contra o que esbarramos no caminho à morte, portanto, aquilo que nos interessa.
- Redundância: informação repetida, portanto, situação provável.
- Rito: comportamento próprio da forma existencial mágica.
- Scanning: movimento de varredura que decifra uma situação.
- Setores primário e secundário: campos de atividades onde objetos são produzidos e informados.
- Setor terciário: campo de atividade onde informações são produzidas.
- Significado: meta do signo.
- Signo: fenômeno cuja meta é outro fenômeno.
- Símbolo: signo convencionado consciente ou inconscientemente.
- Sintoma: signo causado pelo seu significado.
- Situação: cena onde são significativas as relações-entre-as-coisas e não as coisas-mesmas.
- Sociedade industrial: sociedade onde a maioria trabalha com máquinas.
- Sociedade pós-industrial: sociedade onde a maioria trabalha no setor terciário.
- Texto: signos da escrita em linhas.
- Textolatria: incapacidade de decifrar conceitos nos signos de um texto, não obstante a capacidade de lê-los, portanto, adoração ao texto.
- Trabalho: atividade que produz e informa objetos.
- Traduzir: mudar de um código para outro, portanto, saltar de um universo a outro.
- Universo: conjunto das combinações de um código, ou dos significados de um código.
- Valor: dever-se.
- Válido: algo que é como deve ser.[1]

### A Imagem
O livro começa tratando da imagem e sua função nos tempos modernos. O autor explica que a imagem tem se tornado cada vez mais importante e passou a substituir até mesmo textos informativos, o que o autor julga ser errado, uma vez que o homem deveria aproveitá-las para enriquecer os textos, complementando-os e não substituindo-os. Flusser destaca também que uma imagem pode variar de acordo com a interpretação que o fotógrafo faz da situação e também com o julgamento que o receptor faz dessa imagem. Esse último pode variar de acordo com a bagagem cultural do receptor e com suas sensações pessoais.

### A Imagem Técnica
No segundo capítulo, o filósofo segue tratando da imagem, mas passa a fazer uma comparação entre a imagem tradicional e a imagem técnica (produzida por aparelhos), que para ele, simboliza uma espécie de evolução no modo de pensar e enxergar a imagem. Ele diz que a imagem técnica requer toda uma estratégia, que gira em torno de um pensamento crítico do mundo. Segundo Flusser, ao passar por esse processo a imagem ganha valor de destaque, mas mesmo assim não deve ser utilizada como forma de substituição de um raciocínio lógico baseado em fatos. Ele cita também que essas imagens podem ser usadas de forma a criar um envolvimento com a cultura do povo, a fim de disseminar uma ideia sobre determinado acontecimento.

### O Aparelho
Flusser baseia seu terceiro capítulo na aparelho que permite ao homem capturar uma imagem, ou seja, a câmara fotográfica. Ele a define como um produto que serve para gerar produtos e afirma que a máquina de fotografar é uma prolongação dos olhos do fotógrafo. Assim, ele explica que é necessário ter discernimento para encontrar, em um mundo tão cheio de imagens, aquelas que possam significar alguma coisa e que possam adquirir valor. Ele diz que o usuário comum vê o aparelho como uma caixa mágica capaz de produzir imagens e a utiliza como um brinquedo, sem dar importância ao valor da imagem. O autor fala também sobre a manipulação da imagem e como essa é influenciada pelo fotógrafo e pela indústria fotográfica, dizendo que a imagem é influenciada pelo fotógrafo, que por sua vez é influenciado pela indústria fotográfica, e, assim, a imagem chega ao receptor de forma bastante distorcida por interesses dos envolvidos no ato de fotografar.

### O Gesto de Fotografar
Dessa forma, o quarto capítulo trata justamente do gesto de fotografar. Nele, o autor faz uma comparação entre o ato de fotografar com a caça, sendo o fotógrafo o caçador, “armado” com sua câmara fotográfica, e as boas imagens, as presas. Flusser reafirma a ideia da necessidade de imagens interessantes, informativas e ao mesmo tempo inéditas. Ele explica também que uma situação não pode ser fotografada exatamente como acontece, e, por isso, é necessário que o fotógrafo faça uma seqüência de fotos que possam ilustrar o acontecido da forma mais realista possível. O filósofo explica que a práxis fotográfica obedece a certas regras e restrições de aparelhagem, além de respeitar sempre um determinado ponto de vista, defendido, inevitavelmente, pelo fotógrafo.

### A Fotografia
Já o capítulo seguinte, trata da fotografia impressa, propriamente dita. Flusser diz que as fotografias mais verdadeiras são aquelas em que se pode imaginar algo, dependendo assim de um raciocínio para a interpretação da fotografia. Fala também que as cores da fotografia acabam por torná-las dependentes da tecnologia usada para que existam, subestimando o valor que a imagem impressa possui. O autor afirma que o papel do fotógrafo é eternizar momentos em imagens, e que estas precisam ter algum significado, que exija interpretação do receptor para sua compreensão, o que acaba na formação de uma crítica fotográfica na mente do receptor.

### A Distribuição da Fotografia
O filósofo dá continuidade a sua obra tratando da distribuição das fotografias para o público receptor. Ele diz que a fotografia é extremamente interessante pois pode ser multiplicada diversas vezes, o que a diferencia de outros tipos de imagem. O autor cita tipos de fotografia, utilizados como notícia, publicidade ou como forma de arte. Ele explica que uma fotografia pode ter valor comercial, informativo ou essencialmente artístico, dependendo da forma como é apresentada. Novamente, Flusser reitera a ideia de manipulação da imagem para o benefício do fotógrafo ou do meio de distribuição.

### A Recepção da Fotografia
No sétimo capítulo é abordada a recepção da imagem da fotografia. O autor afirma que a fotografia precisa ter valor para o receptor. Ele diz que, como objeto, a fotografia não tem valor nenhum, pois é algo bastante comum que pode ser criado por qualquer pessoa. O que importa na realidade é a capacidade do fotógrafo de retratar momentos que tenham significado. Flusser diz também que por muitas vezes achamos que estamos eternizando um momento, quando na verdade, somos simplesmente seduzidos a bater uma fotografia sem valor algum. Novamente, critica a postura de substituição de textos por imagens, afirmando que hoje em dia, os textos existem por causa da imagem e não a imagem como complemento do texto.

### O Universo Fotográfico
No capítulo seguinte, Flusser dá exemplos de como estamos sendo consumidos por um universo fotográfico. Ele afirma que estamos tão acostumados com as imagens que já não questionamos seu valor e nem paramos para realmente prestar atenção no que aquela fotografia quer nos dizer. Fala também sobre o fato de o fotógrafo ter se tornado uma peça pouco significativa no mundo da indústria fotográfica. O autor diz que a imagem surgiu como forma de nos poupar trabalho, mas que acabou por alienar a população do que realmente acontece ao apresentar, sem parar, imagens que para a massa não tem significado. Ele diz que participar desse universo fotográfico significa viver e agir em função do ato de fotografar.

### A Necessidade de uma Filosofia da Fotografia
Em seu último capítulo, o autor fala da urgência em se criar uma filosofia fotográfica, para que o homem possa voltar a comandar o ato de fotografar. O autor cita trechos e ideias dos capítulos anteriores para formar um quadro que explique a importância desses conceitos. Ele apresenta teorias que regem o universo fotográfico, dizendo que é preciso que essa filosofia liberte o fotógrafo das imposições da indústria fotográfica. Flusser afirma que a tecnologia tem enfraquecido a capacidade de pensar do homem. Ele diz que quanto mais facilidade temos para realizar os trabalhos, mais nos acomodamos e nos alienamos, deixando a tecnologia comandar nossas vidas. Assim, ele termina seu livro, explicando que uma filosofia da fotografia serviria como agente libertador do homem de um mundo programado, no qual se encontra preso à regras e obrigações.